# Jean-Yves Daniel-Lesur
Jean-Yves Daniel-Lesur, właśc. Daniel Jean Yves Lesur (ur. 19 listopada 1908 w Paryżu, zm. 2 lipca 2002 tamże) – francuski kompozytor.

## Życiorys
W latach 1919–1929 studiował w Konserwatorium Paryskim u Jeana Gallona, Georges’a Caussade’a (harmonia i fuga), Armanda Fertégo (fortepian) i Charles’a Tournemire’a (organy i kompozycja). Od 1927 do 1937 roku był drugim organistą bazyliki świętej Klotyldy w Paryżu, następnie w latach 1935–1939 i ponownie 1942–1944 był organistą opactwa benedyktynów. W 1936 roku wspólnie z Yvesem Baudrierem, André Jolivetem i Olivierem Messiaenem stworzył Groupe Jeune France. W latach 1935–1964 był wykładowcą kontrapunktu w Scholi Cantorum de Paris, od 1957 do 1962 roku pełnił też funkcję jej dyrektora. Od 1939 roku był pracownikiem działu muzycznego radia francuskiego, od 1968 roku pracował również jako doradca muzyczny francuskiej telewizji. W latach 1969–1973 piastował funkcję inspektora muzyki francuskiego ministerstwa kultury, w 1973 został inspektorem generalnym muzyki.
Otrzymał order komandora Legii Honorowej, komandora Orderu Narodowego Zasługi oraz komandora Orderu Sztuki i Literatury. Od 1982 roku członek Académie des Beaux-Arts.

## Twórczość
Był jednym z nielicznych kompozytorów współczesnych, których twórczość wykazywała ścisły związek z tradycją. W swoich utworach wykorzystywał chorał gregoriański, muzykę ludową oraz dorobek francuskich klasyków XVII i XVIII wieku. Tworzył niewymagającą przy interpretacji pozamuzycznych odniesień muzykę absolutną, łączącą w sobie elementy przedklasyczne, romantyczne i impresjonistyczne, odznaczającą się typowo francuskim liryzmem i powściągliwością. Sięgał po przedklasyczne formy muzyczne, głównie suitę.
Pisywał artykuły do czasopism La Monde Musical (1931–1937), La Revue Musicale (1937–1946), Musica (1957–1959) i Le Courrier Musical de France (od 1965). Wspólnie z Bernardem Gavotym opublikował Pour ou contre la musique moderne (wyd. Paryż 1957).

## Ważniejsze kompozycje
(na podstawie materiałów źródłowych)

### Utwory orkiestrowe
- Hommage à J.S. Bach na smyczki (1933)
- Suite française (1935)
- Passacaille na fortepian i orkiestrę (1937)
- Pastorale na orkiestrę kameralną (1938)
- Ricercare (1939)
- L’Étoile de Seville na orkiestrę kameralną (1941)
- Variations na fortepian i smyczki (1943)
- poemat symfoniczny Andrea del Sarto (1949)
- Ouverture pour un festival (1951)
- Concerto da camera na fortepian i orkiestrę kameralną (1953)
- Sérénade na smyczki (1954)
- Intermezzo (1956)
- Le bal du destin (1956)
- Symphonie de danses na fortepian, kotły i smyczki (1958)
- Nocturne na obój i smyczki (1972)
- Symphonie d’ombre et de lumière (1974)
- Mélodrame na tubę i orkiestrę (1991)
- Stèle à la mémoire d’une jeune fille na flet i smyczki (1991)
- Fantaisie concertante na wiolonczelę i orkiestrę (1992)
- Impromptu na flet, harfę i smyczki (1993)
- Lamento na harfę i smyczki (1995)

### Utwory kameralne
- Cinq Interludes na 4 rogi (1935)
- Suite na 3 instrumenty dęte (1939)
- Suite médiévale na flet, harfę i trio smyczkowe (1946)
- Seqtuor na flet, obój, skrzypce, altówkę, wiolonczelę i klawesyn (1948)
- Aubade na trąbkę i fortepian (1953)
- Élégie na 2 gitary (1956)
- Nocturne na obój i fortepian (1974)
- Intermezzo na skrzypce i fortepian (1977)
- Novelette na flet i fortepian (1977)
- Marine na harfę (1978)

### Utwory fortepianowe
- Soirs (1922–1929)
- Les carillons (1930)
- Bagatelle (1934)
- Suite Française (1935)
- Pavane (1938)
- Deux Noëls (1939–1940)
- Le village imaginaire na 2 fortepiany (1947)
- Pastorale variée (1947)
- Ballade (1948)
- Nocturne (1953)
- suita Le bal (1954)
- Fantaisie na 2 fortepiany (1962)
- Trois études (1962)
- Contre-fugue na 2 fortepiany (1970)

### Utwory organowe
- Scène de la passion (1931)
- La vie intérieure (1932)
- In paradisum (1933)
- Hymnes (1935)
- Quatre hymnes (1937–1939)

### Utwory na głos i fortepian
- Les harmonies intimes (1931)
- La mort des violes (1931)
- Les yeux fermés (1932)
- La mouette (1932)
- Trois poèmes de Cécile Sauvage (1939)
- L’enfance de l’art (1942)
- Clair comme le jour (1945)
- Berceuses à tenir éveillé (1947)

### Utwory wokalno-instrumentalne
- Quatre lieder na głos i orkiestrę (1933–1939)
- Deux chansons de l’Etoile de Seville na głos i orkiestrę (1941)
- Anne et le dragon na chór i orkiestrę kameralną (1945)
- Chansons Cambodgiennes na głos i orkiestrę (1947)
- Dialogues dans la nuit na sopran, baryton i orkiestrę (1950–1987)
- oratorium L’Annonciation na tenora, 2 recytatorów, chór i orkiestrę kameralną (1951)
- kantata Le Cantique des Cantiques na chór (1953)
- Le Cantique des Colonnes na chór żeński i orkiestrę (1953–1957)
- Messe du jubilé na chór, organy i orkiestrę (1960)
- Chanson de mariage na chór żeński (1964)
- kantata Encore un instant de bonheur na głosy i orkiestrę kameralną (1989)
- Le voyage d’automne na głos i orkiestrę (1990)
- Permis de séjour na głos i smyczki (1990)
- A la lisière du temps na głos, flet, harfę i smyczki (1991)
- Dialogues imaginairies na sopran, baryton i orkiestrę (1991)

### Opery
- Andrea del Sarto (1968, wyst. Marsylia 1969)
- Ondine (wyst. Paryż 1982)
- La reine morte (1987)

### Balety
- L’Infante et le Monstre (1938, wspólnie z André Jolivetem)
- Le bal de destin (1954)
- Metaforen (1965, wyst. Haga 1966)
- Un jour un enfant (wyst. Tours 1969)